# 1420-е годы
1420-е (ты́сяча четы́реста двадца́тые) го́ды по юлианскому календарю — промежуток времени с 1 января 1420 года по 31 декабря 1429 года, включающий 1420 год 2-го десятилетия   и с 1421 по 1429 годы    3-го десятилетия XV века 2-го тысячелетия.  Они закончились 596 лет назад.

## Важнейшие события
- Гуситские войны (1420—1434). Широкое применение огнестрельного оружия.
- Столетняя война. Участие Жанны д’Арк (1429—1430).
- Войны в Ломбардии (1423—1454).
- Мексика — уничтожение государства тепанеков ацтеками.
- 1420-е —начало распада Золотой Орды. Узбекское ханство (1428—1468).

## Культура
- 1428 — художником Мазаччо завершена роспись Капеллы Бранкаччи.